# Diederik Samsom
Diederik Maarten Samsom (Groningen, 10 de juliol de 1971) és un polític neerlandès. Com a membre del Partit del Treball (Partij van de Arbeid) ha estat un membre de la Tweede Kamer des del 30 de gener de 2003. És el portaveu del partit en assumptes mediambientals. El 16 de març de 2012 va ser elegit dirigent parlamentari així com dirigent de partit. Abans que la seva elecció al parlament va ser el CEO d'una empresa d'energia verda i un paladí de Greenpeace Netherlands.